# Hepialoidea
Hepialoidea — надродина хоботкових метеликів. Надродина містить 617 видів.

## Скам'янілості
Викопні Hepialoidea трапляються рідко. Prohepialus (можливо належить до тонкопрядів) був описаний з відкладень мергелю острові Уайт віком 35 млн років. З середнього міоцену також відомі копалини у Китаю.

## Класифікація
- Anomosetidae
- Neotheoridae
- Prototheoridae
- Palaeosetidae
- Тонкопряди (Hepialidae)